# 三角鲂
三角鲂（英文俗名）又名廣東魴、𩷏，俗名三角鳊、邊魚，为輻鰭魚綱鯉形目鯝科鲂属的鱼类，是中国的特有物种。分布于珠江水系分布于柳江、郁江、北江、东江、海南岛等，本魚體菱形且側扁，自腹鰭到肛門有腹棱，頭小，吻短，口端位，眼大，鱗中等大，側線完全，背鰭末端鰭條變硬，胸鰭長，末端達到腹鰭基部，臀鰭外緣略凹，尾鰭深分叉，體色淺灰色，體側鱗片中部具半月形黑斑，各鰭為淡紅色，體長可達60公分，體重可達4公斤，常见于水体中下层。该物种的模式产地在广东。
三角鲂的肉可供食用，肉質幼嫩，味道鮮美，为淡水经济鱼类。